# UCI Oceania Tour 2022
Die UCI Oceania Tour 2022 war die 18. Austragung einer Serie von Straßenradrennen auf dem australischen Kontinent, die zwischen dem 5. und 9. Januar 2022 stattfand. Die UCI Oceania Tour ist Teil der UCI Continental Circuits und liegt von ihrer Wertigkeit unterhalb der UCI ProSeries und der UCI WorldTour.
Die Rennserie umfasste 1 Etappenrennen der UCI-Kategorie 2.2.
Die Gesamtwertung für Fahrer, Teams und Nationen basierte nicht auf den Ergebnissen der UCI Oceania Tour Rennen, sondern auf den Punkten der UCI-Weltrangliste (Abschlusswertung am 31. Oktober). In die Wertung kamen jedoch nur Fahrer und Teams, die für einen nationalen Verband fuhren, der auf dem australischen Kontinent beheimatet war. Folglich war es möglich die UCI Oceania Tour zu gewinnen, ohne an einem ihrer Rennen teilgenommen zu haben. UCI WorldTeams waren von der Teamwertung ausgeschlossen, die sich aus den Ergebnissen der 10 besten Fahrer ergab. Für die Nationenwertung werden die Ergebnisse der besten 8 Fahrer herangezogen.

## Rennen
Aufgrund der COVID19-Pandemie mussten das Race Torquay, die Jayco Herald Sun Tour und die Gravel and Tar Classic abgesagt werden.
| Datum             | Land | Rennen                    | Klasse | Sieger       | Team                                    |
| ----------------- | ---- | ------------------------- | ------ | ------------ | --------------------------------------- |
| 5.–9. Januar 2022 | NZL  | New Zealand Cycle Classic | 2.2    | Mark Stewart | Bolton Equities Black Spoke Pro Cycling |

## Gesamtwertung
| Platz | Fahrer           | Nation     | Team                    | Punkte |
| ----- | ---------------- | ---------- | ----------------------- | ------ |
| 1.    | Michael Matthews | Australien | Team BikeExchange-Jayco | 2020   |
| 2.    | Jai Hindley      | Australien | Bora-hansgrohe          | 1643   |
| 3.    | Ben O’Connor     | Australien | AG2R Citroen Team       | 1203   |
| 4.    | Caleb Ewan       | Australien | Lotto-Soudal            | 726    |
| 5.    | Simon Clarke     | Australien | Israel-Premier Tech     | 576    |

| Platz | Team                           | Nation     | Punkte |
| ----- | ------------------------------ | ---------- | ------ |
| 1.    | Bolton Equities Black Spoke    | Neuseeland | 1894   |
| 2.    | Team BridgeLane                | Australien | 713    |
| 3.    | ARA Pro Cycling Sunshine Coast | Australien | 592    |
| 4.    | St. George Continental         | Australien | 63     |
| 5.    | EuroCyclingTrips Pro Cycling   | Guam       | 58     |

| Platz | Nation     | Punkte |
| ----- | ---------- | ------ |
| 1.    | Australien | 7740   |
| 2.    | Neuseeland | 2602   |
| 3.    | Samoa      | 15     |
| 4.    | Tahiti     | 9      |